# Si Djilani
Si Djilani Mohammed, né le 6 septembre 1886 à Larbaâ Nath Irathen, était l'un des leaders historiques de la lutte pour l'indépendance de l'Algérie.
Membre fondateur de l'Étoile nord-africaine (parti actif de 1926 à 1937), Si Djilani fait partie de son équipe dirigeante. En 1933, il est nommé directeur du journal El Ouma.
Après la dissolution de l'Etoile nord-africaine en 1937, il devient membre du bureau politique du Parti du peuple algérien (PPA) de Messali Hadj.
Présent en France métropolitaine pendant l'occupation allemande (1940-1944), il adhère à l'Union des travailleurs nord-africains (UTNA) du Front social du travail (FST), organisme satellite du parti collaborationniste Rassemblement national populaire (RNP) dans l'espoir de faire avancer la cause de l'indépendance de l'Algérie.

## Biographie
Né le 6 septembre 1886 (ou 1889) au douar Oumalou (commune mixte de Fort-National) à Tizi Ouzou, Si Djilani obtient son certificat d’études à l’école française et possède une bonne culture arabe acquise à l’école coranique. Il émigre en France avant la première guerre mondiale et trouve un emploi dans le commerce de cuir, puis comme tailleur. Souvent renvoyé de son travail pour ses idées politiques, il travaille également, après la guerre, aux usines Citroën à Saint-Ouen en qualité de corroyeur. Il adhère au PCF, s’affilie à la CGTU et en 1924, selon le témoignage d’Amar Khider, prend contact avec l’émir Khaled «  qui nous a mis au courant de son projet concernant l’ENA ».
Membre de la sous-commission nord-africaine de la commission coloniale du PCF, il participe aux discussions précédant le lancement de l’Étoile Nord Africaine en 1926. Il est désigne membre du comité central de l’association lors de l’assemblée générale des militants qui se tient le 2 juillet 1926. Dans ses Mémoires, Messali note : «Grâce à Si Djilani, on a pu obtenir certains locaux du PC »ancien en âge dans l’émigration et le militantisme marqués par les principes du socialisme révolutionnaire et la relation au mouvement ouvrier. Après la dissolution de l’ENA en 1929, Si Djilani continue son travail de propagande et Radjef Belkacem raconte comment il a été recruté par lui à cette époque.
Dans le travail de relance de l’Étoile qui aboutit en 1933, Si Djilani apparaît en retrait dans les tâches de direction. Dans la «  traversée du désert » de l’organisation entre 1929 et 1933, a-t-il vraiment choisi entre les communistes et les nationalistes ? on le retrouvera ainsi désigné le 6 juin 1931, dans une réunion qui rassemble soixante participants rue Mathurin-Moreau, membre du comité directeur de l’ENA impulsé par le PCF.
Mais en 1933, il choisit définitivement le camp des nationalistes en devenant membre de l’Étoile, dirigée par Messali qui sera alors son principal interlocuteur politique. Il participe dès lors à de nombreux meetings de l’ENA, comme orateur. Le 19 août 1934, dans un meeting réunissant sept cents personnes après les événements de Constantine du 5 août 1934, il souhaite que «  les arabes frappent non sur les juifs mais sur tous ceux qui sont vendus à l’impérialisme français ». Pour lui, il n’est pas seulement question d’unité de tous les maghrébins dans la lutte contre le colonialisme, mais aussi d’unité politique après l’indépendance. Ainsi, intervenant dans un meeting de l’ENA, le 9 septembre 1934, il invite « tous les nord-Africains à lutter pour cet idéal : les États-Unis de l’Afrique du nord ». Dans la même réunion, il s’attaque aux « mystificateurs marabouts ». « seule l’étoile donnera l’indépendance aux algériens et non les pratiques de prétendus saints comme d’aucuns voudraient le faire croire » le 21 mars 1935, devant six cents personnes, il prononce un discours sur la guerre qui vient : «  En cas de guerre franco-allemande, la France se trouverait seule, ligotée dans une corde, dont l’Allemagne et l’Angleterre tiendrait chacune un bout » 
Gérant d’El Ouma, membre du Comité directeur de l’Union Nationale des Musulmans Nord-Africains (nouvelle forme de l’ENA créée le 6 février 1935), Si Djilani est condamné le 9 août 1935 par la première chambre du Tribunal correctionnel de la Seine à trois mois cents francs d’amende.
Il fait partie de la direction de l’ENA en l’absence de Messali réfugié en Suisse en 1935, participe à la délégation de l’organisation qui en juin 1936 remet à Raoul Aubaud « un cahier de revendications ». Pendant la période du Front populaire, Si Djilani entre dans une association créée par les Oulémas, le cercle de l’éducation, qui se propose d’organiser pour les musulmans de Paris des conférences d’ordre social, moral ou religieux. Selon un rapport de police du 26 janvier 1937, Si Djilani, toujours responsable de l’Étoile, devient président de ce cercle. Membre fondateur de  Parti du Peuple Algérien en 1937, il fait partie de la direction de la fédération de France avec Radjef et A. Khider. Hostile au transfert du siège du PPA en Algérie en 1937, il essuie en 1938 un échec politique en voulant « camoufler » l’organisation nationaliste derrière la « ligue des commerçants » dirigée par Mansouri. Mis en minorité sur cette proposition il se met à l’écart de la direction.
Gérant d’El Ouma, il est arrêté le 1er juin 1939 et condamné à un mois de prison. Libéré, Si Djilani participe à l’entreprise d’Amar Khider pour l’union des travailleurs Nord-africains, tentative de préservation du PPA pendant la seconde guerre mondiale.
En dépit de la répression organisée à la suite du 8 mai 1945, il réussit avec Chabane Ali et Radjef à maintenir l’activité de la fédération de France du PPA. Il adresse, avec ces derniers, le 5 juillet 1945, une lettre au général De Gaulle demandant la reconnaissance légale du PPA, c'est-à-dire l’abrogation du décret sur la dissolution du 26 septembre 1939.
Sans succès, il entreprend en 1947 une tournée du PPA, MTLD en Kabylie avec Messali. Il meurt avant le 1er novembre 1954.

## Sources
- Pierre Philippe Lambert et Gérard Le Marec, Partis et mouvements de la Collaboration, Ed. Grancher, 1993.
- Roger Falicot, Rémi Kauffer : Le croissant et la croix gammée. Albin Michel 1990